# Oscarsgalan 2012
Oscarsgalan 2012 var den 84:e upplagan av Oscarsgalan och hölls den 26 februari 2012. Galan sändes på ABC Television Network och i över 200 länder världen över. För nionde året var Billy Crystal värd för galan. Senast han var värd var för Oscarsgalan 2004.
Den 24 januari 2012 offentliggjordes vilka filmer och personer som blivit nominerade till en Oscar. Hugo Cabret fick flest nomineringar, 11 stycken, och var även den film som tillsammans med the The Artist vann flest Oscars, fem stycken. James Earl Jones, Dick Smith och Oprah Winfrey tog emot Hedersoscars.
Bland dem som presenterade och delade ut priser under galan fanns Christian Bale, Tom Cruise, Michael Douglas, Colin Firth, Melissa Leo och Natalie Portman. 
Sverige utsåg i september 2011 Svinalängorna till Sveriges bidrag till Oscargalans pris för bästa icke-engelskspråkiga film. 65 länder skickade in ett filmbidrag till Oscarakademien. I en första gallring 18 januari 2012 valdes nio filmer ut och därefter tillkännagavs de slutgiltiga fem nominerade den 24 januari 2012. Svinalängorna gick inte vidare från den första gallringen av bidrag.
Från början var det tänkt att Eddie Murphy skulle vara galans värd och Brett Ratner skulle vara en av två producenter. Ratner fick dock sparken i november 2011 efter att han under en presskonferens uttalat sig negativt om homosexuella när han sade att "repetitioner är för bögar (fags)". Kort därefter hoppade Murphy av i en solidarisk gest till Ratner. Ratner ersattes sedan av Brian Grazer och Murphy av Billy Crystal.

## Vinnare och nominerade
Vinnarna listas i fetstil.
| Bästa film | Bästa regi |
| --- | --- |

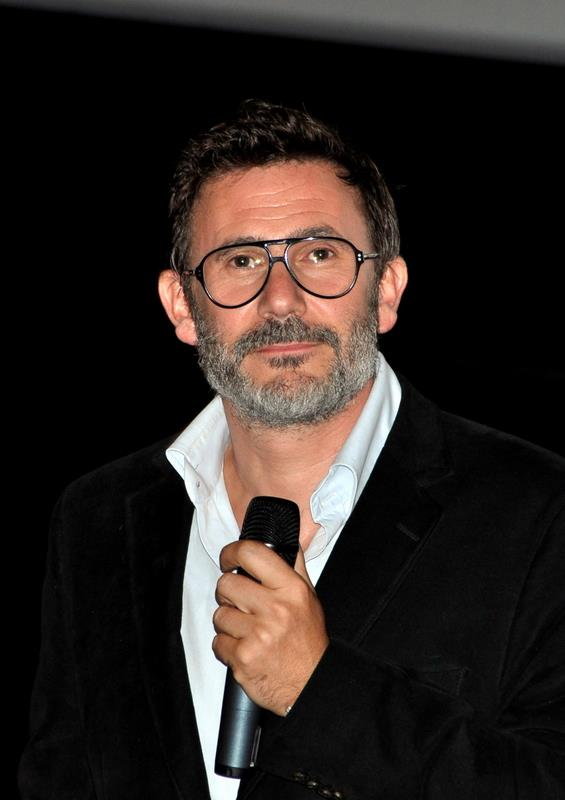
Michel Hazanavicius, bästa regi i The Artist.

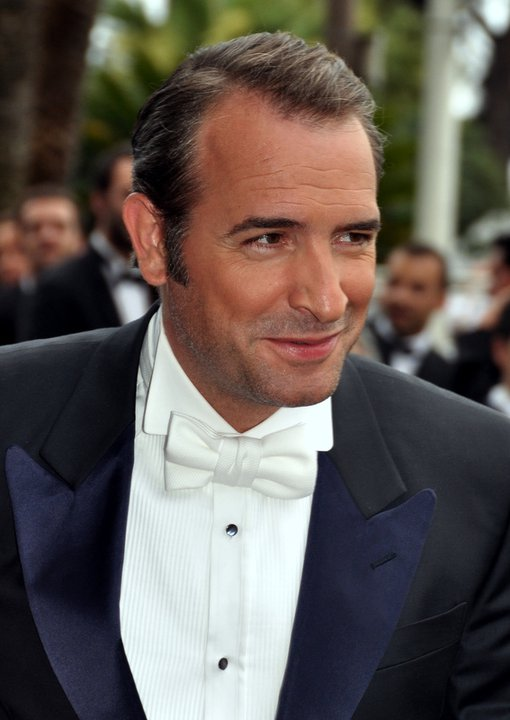
Jean Dujardin, bästa manliga huvudroll i The Artist.

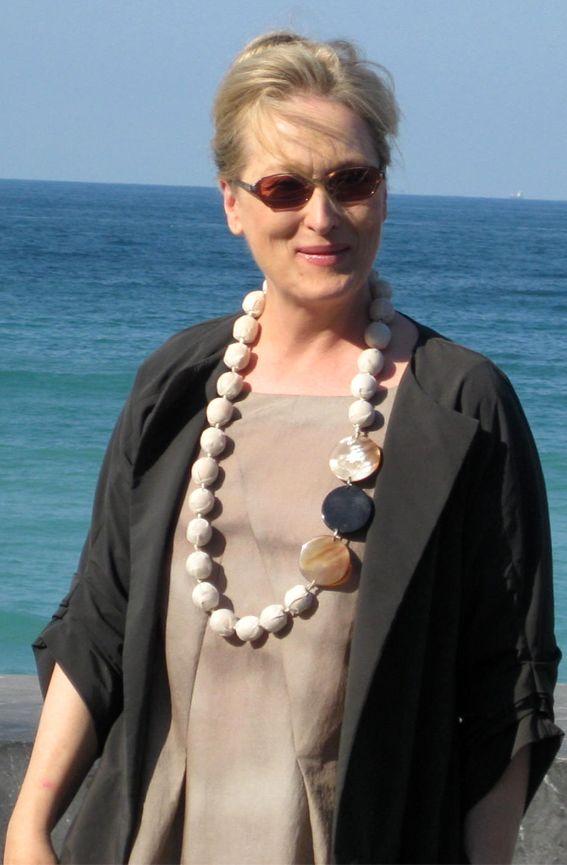
Meryl Streep, bästa kvinnliga huvudroll i Järnladyn.

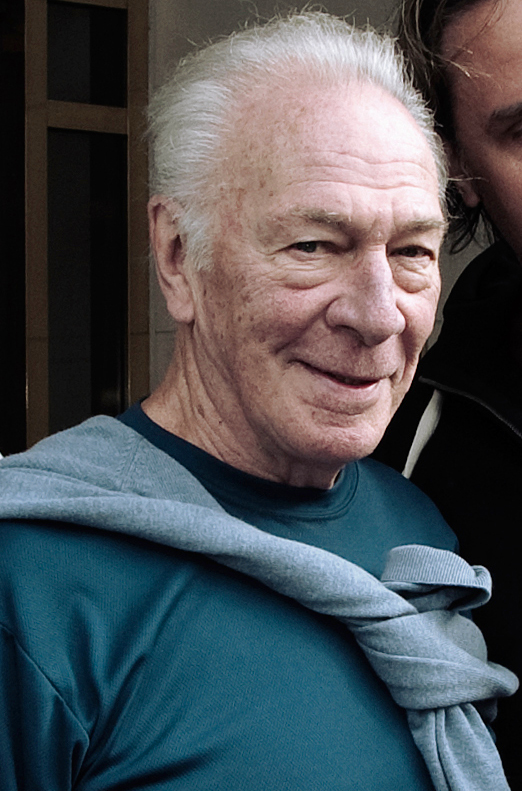
Christopher Plummer, bästa manliga biroll i Beginners.

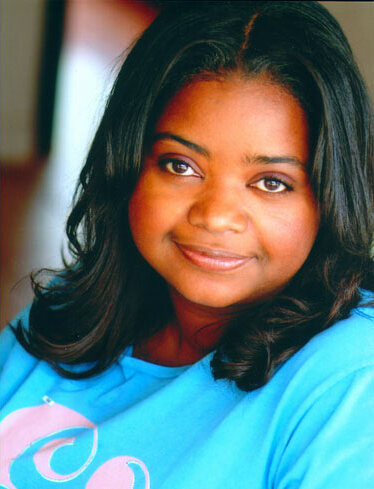
Octavia Spencer, bästa kvinnliga biroll i Niceville.

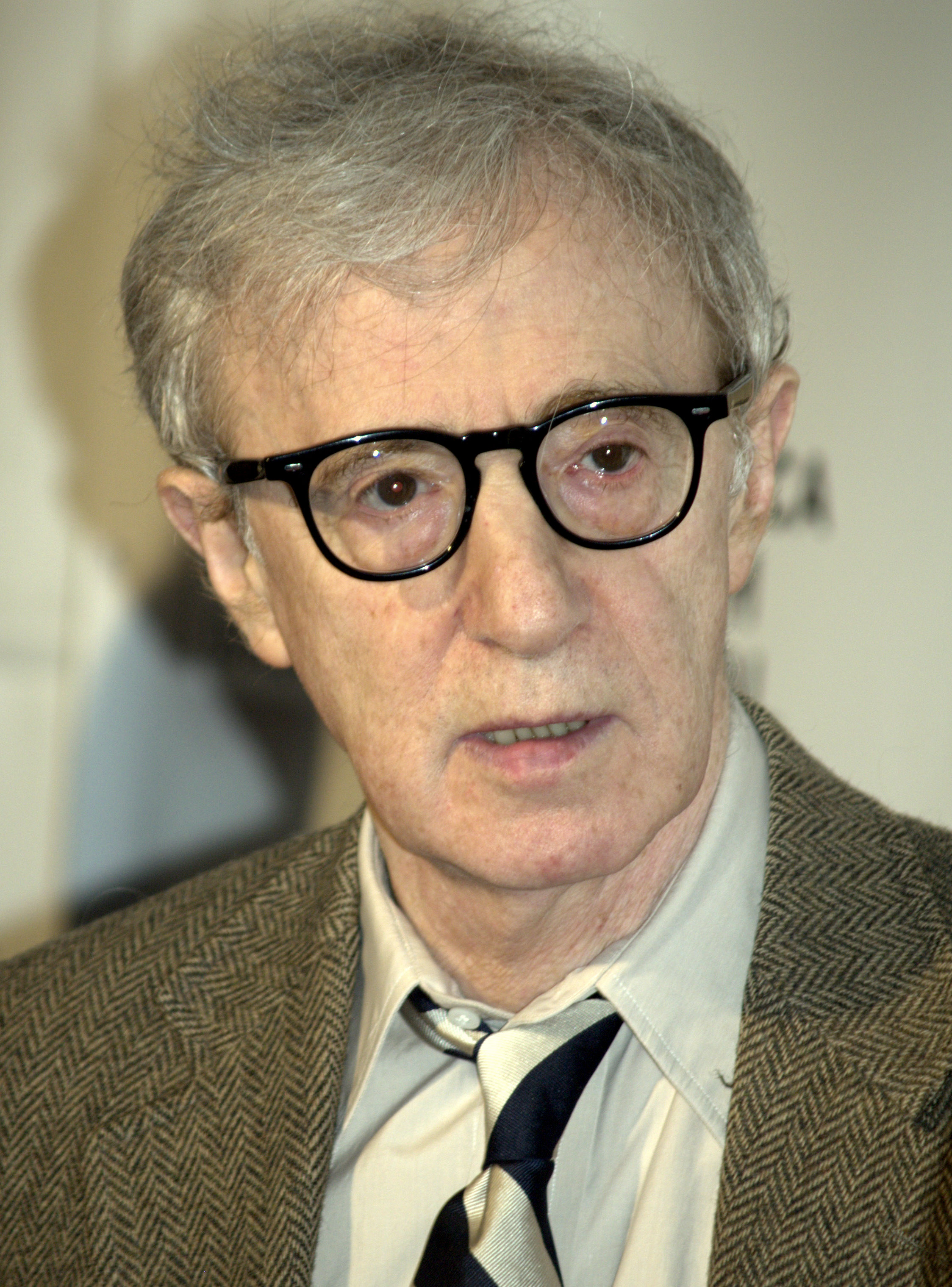
Woody Allen, bästa originalmanus i Midnatt i Paris.

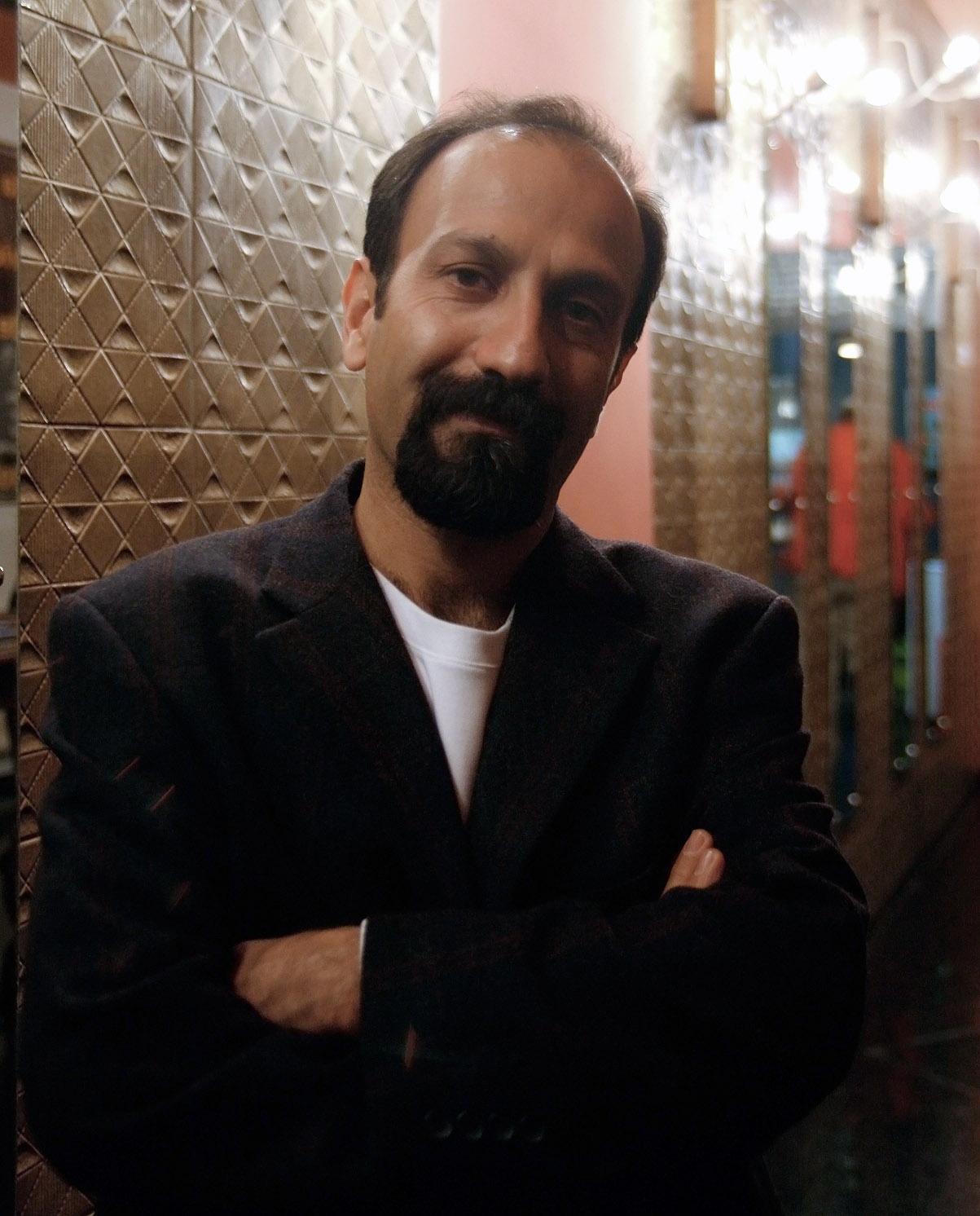
Asghar Farhadi, bästa icke-engelskspråkiga film i Nader och Simin - En separation.

| - The Artist – Thomas Langmann - The Descendants – Jim Burke, Jim Taylor, och Alexander Payne - Extremt högt och otroligt nära – Scott Rudin - Niceville – Brunson Green, Chris Columbus och Michael Barnathan - Hugo Cabret – Graham King och Martin Scorsese - Midnatt i Paris – Letty Aronson och Stephen Tenenbaum - Moneyball – Michael De Luca, Rachael Horovitz och Brad Pitt - The Tree of Life – Dede Gardner, Sarah Green, Grant Hill och Bill Pohlad - War Horse – Steven Spielberg och Kathleen Kennedy | - Michel Hazanavicius – The Artist - Woody Allen – Midnatt i Paris - Terrence Malick – The Tree of Life - Alexander Payne – The Descendants - Martin Scorsese – Hugo Cabret |
| Bästa manliga huvudroll | Bästa kvinnliga huvudroll |
| - Jean Dujardin – The Artist - Demián Bichir – A Better Life - George Clooney – The Descendants - Gary Oldman – Tinker Tailor Soldier Spy - Brad Pitt – Moneyball | - Meryl Streep – Järnladyn - Glenn Close – Albert Nobbs - Viola Davis – Niceville - Rooney Mara – The Girl with the Dragon Tattoo - Michelle Williams – My Week with Marilyn |
| Bästa manliga biroll | Bästa kvinnliga biroll |
| - Christopher Plummer – Beginners - Kenneth Branagh – My Week with Marilyn - Jonah Hill – Moneyball - Nick Nolte – Warrior - Max von Sydow – Extremt högt och otroligt nära | - Octavia Spencer – Niceville - Bérénice Bejo – The Artist - Jessica Chastain – Niceville - Melissa McCarthy – Bridesmaids - Janet McTeer – Albert Nobbs |
| Bästa originalmanus | Bästa manus efter förlaga |
| - Woody Allen – Midnatt i Paris - Michel Hazanavicius – The Artist - Kristen Wiig och Annie Mumolo – Bridesmaids - J.C. Chandor – Margin Call - Asghar Farhadi – Nader och Simin - En separation | - Alexander Payne, Nat Faxon och Jim Rash – The Descendants - John Logan – Hugo Cabret - George Clooney, Grant Heslov och Beau Willimon – Maktens män - Steven Zaillian, Aaron Sorkin och Stan Chervin – Moneyball - Bridget O'Connor och Peter Straughan – Tinker Tailor Soldier Spy |
| Bästa animerade film | Bästa icke-engelskspråkiga film |
| - Rango – Gore Verbinski - En katt i Paris – Alain Gagnol och Jean-Loup Felicioli - Chico & Rita – Fernando Trueba och Javier Mariscal - Kung Fu Panda 2 – Jennifer Yuh - Mästerkatten – Chris Miller | - Nader och Simin - En separation – Asghar Farhadi (Iran) - Bullhead – Michael R. Roskam (Belgien) - Hearat Shulayim – Joseph Cedar (Israel) - In Darkness – Agnieszka Holland (Polen) - Monsieur Lazhar – Philippe Falardeau (Kanada) |
| Bästa dokumentär | Bästa kortfilmsdokumentär |
| - Undefeated – Daniel Lindsay, T.J. Martin och Rich Middlemas - Helvetet tur och retur – Danfung Dennis och Mike Lerner - If a Tree Falls: A Story of the Earth Liberation Front – Marshall Curry och Sam Cullman - Paradise Lost 3: Purgatory – Joe Berlinger och Bruce Sinofsky - Pina – Wim Wenders och Gian-Piero Ringel | - Saving Face – Daniel Junge och Sharmeen Obaid-Chinoy - The Barber of Birmingham: Foot Soldier of the Civil Rights Movement – Robin Fryday och Gail Dolgin - God Is the Bigger Elvis – Rebecca Cammisa och Julie Anderson - Incident in New Baghdad – James Spione - The Tsunami and the Cherry Blossom – Lucy Walker och Kira Carstensen |
| Bästa kortfilm | Bästa animerade kortfilm |
| - The Shore – Terry George - Pentecost – Peter McDonald - Raju – Max Zähle och Stefan Gieren - Time Freak – Andrew Bowler och Gigi Causey - Tuba Atlantic – Hallvar Witzø | - The Fantastic Flying Books of Mr. Morris Lessmore – William Joyce och Brandon Oldenburg - Dimanche – Patrick Doyon - La Luna – Enrico Casarosa - A Morning Stroll – Grant Orchard och Sue Goffe - Wild Life – Amanda Forbis och Wendy Tilby |
| Bästa filmmusik | Bästa sång |
| - The Artist – Ludovic Bource - Tintins äventyr: Enhörningens hemlighet – John Williams - Hugo Cabret – Howard Shore - Tinker Tailor Soldier Spy – Alberto Iglesias - War Horse – John Williams | - "Man or Muppet" från Mupparna – Bret McKenzie - "Real in Rio" från Rio – Sergio Mendes, Carlinhos Brown och Siedah Garrett |
| Bästa ljudredigering | Bästa ljudmix |
| - Hugo Cabret – Philip Stockton och Eugene Gearty - Drive – Lon Bender och Victor Ray Ennis - The Girl with the Dragon Tattoo – Ren Klyce - Transformers: Dark of the Moon – Ethan Van der Ryn och Erik Aadahl - War Horse – Richard Hymns och Gary Rydstrom | - Hugo Cabret – Tom Fleischman och John Midgley - The Girl with the Dragon Tattoo – David Parker, Michael Semanick, Ren Klyce och Bo Persson - Moneyball – Deb Adair, Ron Bochar, David Giammarco och Ed Novick - Transformers: Dark of the Moon – Greg P. Russell, Gary Summers, Jeffrey J. Haboush och Peter J. Devlin - War Horse – Gary Rydstrom, Andy Nelson, Tom Johnson och Stuart Wilson                                                                      |
| Bästa scenografi | Bästa foto |
| - Hugo Cabret – Dante Ferretti och Francesca Lo Schiavo - The Artist – Laurence Bennett och Robert Gould - Harry Potter och dödsrelikerna – Del 2 – Stuart Craig och Stephenie McMillan - Midnatt i Paris – Anne Seibel och Hélène Dubreuil - War Horse – Rick Carter och Lee Sandales | - Hugo Cabret – Robert Richardson - The Artist – Guillaume Schiffman - The Girl with the Dragon Tattoo – Jeff Cronenweth - The Tree of Life – Emmanuel Lubezki - War Horse – Janusz Kaminski |
| Bästa smink | Bästa kostym |
| - Järnladyn – Mark Coulier och J. Roy Helland - Albert Nobbs – Martial Corneville, Lynn Johnson och Matthew W. Mungle - Harry Potter och dödsrelikerna – Del 2 – Nick Dudman, Amanda Knight och Lisa Tomblin | - The Artist – Mark Bridges - Anonym – Lisy Christl - Hugo Cabret – Sandy Powell - Jane Eyre – Michael O'Connor - W.E. – Arianne Phillips |
| Bästa klippning | Bästa specialeffekter |
| - The Girl with the Dragon Tattoo – Angus Wall och Kirk Baxter - The Artist – Anne-Sophie Bion och Michel Hazanavicius - The Descendants – Kevin Tent - Hugo Cabret – Thelma Schoonmaker - Moneyball – Christopher Tellefsen | - Hugo Cabret – Robert Legato, Joss Williams, Ben Grossmann och Alex Henning - Harry Potter och dödsrelikerna – Del 2 – Tim Burke, David Vickery, Greg Butler och John Richardson - Real Steel – Erik Nash, John Rosengrant, Danny Gordon Taylor och Swen Gillberg - Apornas planet: (r)Evolution – Joe Letteri, Dan Lemmon, R. Christopher White och Daniel Barrett - Transformers: Dark of the Moon – Scott Farrar, Scott Benza, Matthew E. Butler och John Frazier |

## Filmer med fler än en nominering och vinst
Följande 15 filmer fick flera nomineringar.
- 11 nomineringar: Hugo Cabret
- 10 nomineringar: The Artist
- 6 nomineringar: Moneyball och War Horse
- 5 nomineringar: The Descendants och The Girl with the Dragon Tattoo
- 4 nomineringar: Niceville
- 3 nomineringar: Albert Nobbs, Harry Potter och dödsrelikerna – Del 2, Midnatt i Paris, Tinker Tailor Soldier Spy, The Tree of Life och Transformers: Dark of the Moon,
- 2 nomineringar: Bridesmaids, Extremt högt och otroligt nära, My Week with Marilyn, Nader och Simin - En separation och Järnladyn

Följande 3 filmer vann mer än ett pris under galan.
- 5 vinster: The Artist och Hugo Cabret.
- 2 vinster: Järnladyn.